# Zaķusala
Zaķusala är en ö i Lettland.   Den ligger i kommunen Riga, i den centrala delen av landet. Arean är 0,87 kvadratkilometer.
Terrängen på Zaķusala är mycket platt. Öns högsta punkt är 13 meter över havet. Den sträcker sig 2,2 kilometer i nord-sydlig riktning, och 2,5 kilometer i öst-västlig riktning.  I omgivningarna runt Zaķusala växer i huvudsak blandskog.